# Aizoaceae
Le Aizoacee (Aizoaceae Martinov, 1820) sono una famiglia di piante succulente dell'ordine Caryophyllales.
L'etimo deriva dal greco ἀεί (aeí = sempre) + ζῷον (zôon = vivente): che vive per sempre.

## Distribuzione e habitat
La famiglia delle Aizoacee esprime la maggiore biodiversità nell'Africa meridionale, ma è presente con alcune specie anche nell'Africa tropicale, in Europa, Asia, Australia, Nord America e Sud America.

## Tassonomia
La famiglia comprende 120 generi suddivisi in 5 sottofamiglie:
- Sottofamiglia Sesuvioideae Lindley
  - Sesuvium L.
  - Trianthema L.
  - Tribulocarpus S.Moore
  - Zaleya Burmann f.

- Sottofamiglia Aizooideae Arnott
  - Aizoanthemopsis Klak
  - Aizoanthemum Friedrich
  - Aizoon L.
  - Gunniopsis Pax
  - Tetragonia L.

- Sottofamiglia Acrosanthoideae Klak
  - Acrosanthes Ecklon & Zeyher

- Sottofamiglia Mesembryanthemoideae Ihlenfeldt, Schwantes & Straka
  - Mesembryanthemum L.

- Sottofamiglia Ruschioideae Schwantes
  - Tribù Apatesieae Schwantes
    - Apatesia N.E.Br.
    - Carpanthea N.E.Br.
    - Conicosia N.E.Br.
    - Hymenogyne Haworth
    - Saphesia N.E.Br.
    - Skiatophytum L.Bolus

  - Tribù Dorotheantheae Chesselet, G.F.Smith & A.E. van Wyk
    - Cleretum N.E.Br.

  - Tribù Delospermeae Chesselet, G.F.Smith & A.E. van Wyk
    - × Carruanthophyllum G.D.Rowley
    - Carruanthus (Schwantes) Schwantes
    - Cerochlamys N.E.Br.
    - Chasmatophyllum (Schwantes) Dinter & Schwantes
    - Delosperma N.E.Br.
    - Drosanthemum Schwantes
    - Faucaria Schwantes
    - Frithia N.E.Br.
    - Gibbaeum Haw. ex N.E.Br.
    - Hereroa (Schwantes) Dinter & Schwantes
    - Machairophyllum  Schwantes
    - Malephora N.E.Br.
    - Mestoklema N.E.Br. ex Glen
    - Mossia N.E.Br.
    - Muiria N.E.Br.
    - Neohenricia L.Bolus
    - Orthopterum L.Bolus
    - Oscularia Schwantes
    - Rabiea N.E.Br.
    - Rhinephyllum N.E.Br.
    - Rhombophyllum (Schwantes) Schwantes
    - Ruschianthus L.Bolus
    - Stomatium Schwantes
    - Trichodiadema Schwantes

  - Tribù Ruschieae Schwantes
    - Acrodon N.E.Br.
    - Aloinopsis Schwantes
    - Amphibolia L.Bolus ex Herre
    - Antegibbaeum Schwantes ex C.Weber
    - Antimima N.E.Br.
    - Argyroderma N.E.Br.
    - Astridia Dinter
    - Bergeranthus Schwantes
    - Braunsia Schwantes
    - Brianhuntleya Chess., S.A.Hammer & I.Oliv.
    - Calamophyllum Schwantes
    - Carpobrotus N.E.Br
    - Cephalophyllum (Haw.) N.E.Br.
    - Cheiridopsis N.E.Br.
    - Circandra N.E.Br.
    - Conophytum N.E.Br
    - Cylindrophyllum Schwantes
    - Deilanthe N.E.Br.
    - Dicrocaulon N.E.Br.
    - Didymaotus N.E.Br.
    - Dinteranthus Schwantes
    - Diplosoma Schwantes
    - Disphyma N.E.Br
    - Dracophilus (Schwantes) Dinter & Schwantes
    - Eberlanzia Schwantes
    - Ebracteola Dinter & Schwantes
    - Enarganthe N.E.Br
    - Erepsia N.E.Br
    - Esterhuysenia L.Bolus
    - Fenestraria N.E.Br.
    - Hallianthus H.E.K.Hartmann
    - Hammeria Burgoyne
    - Jacobsenia L.Bolus & Schwantes
    - Jensenobotrya A.G.J.Herre
    - Jordaaniella H.E.K.Hartmann
    - Juttadinteria Schwantes
    - Khadia N.E.Br.
    - Lampranthus N.E.Br.
    - Lapidaria Dinter & Schwantes
    - Leipoldtia L.Bolus
    - Lithops N.E.Br.
    - Meyerophytum Schwantes
    - Mitrophyllum Schwantes
    - Monilaria Schwantes
    - Namaquanthus L.Bolus
    - Namibia (Schwantes) Dinter & Schwantes
    - Nananthus N.E.Br.
    - Nelia Schwantes
    - Octopoma N.E.Br.
    - Oophytum N.E.Br.
    - Ottosonderia L.Bolus
    - Peersia L.Bolus
    - Pleiospilos N.E.Br.
    - Prepodesma N.E.Br.
    - Psammophora Dinter & Schwantes
    - Ruschia Schwantes
    - Sarcozona J.M.Black
    - Schlechteranthus Schwantes
    - Schwantesia Dinter
    - Scopelogena L.Bolus
    - Smicrostigma N.E.Br.
    - Stayneria L.Bolus
    - Stoeberia Dinter & Schwantes
    - Tanquana H.Hartmann & Liede
    - Titanopsis Schwantes
    - Vanheerdea L.Bolus ex H.E.K.Hartmann
    - Vanzijlia L.Bolus
    - Vlokia S.A.Hammer
    - Wooleya L.Bolus
    - Zeuktophyllum N.E.Br.

  - incertae sedis
    - Glottiphyllum Haw.

### Alcune specie

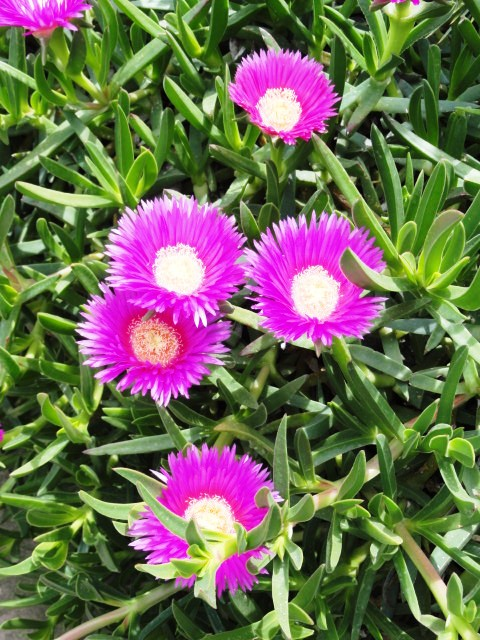
Carpobrotus edulis
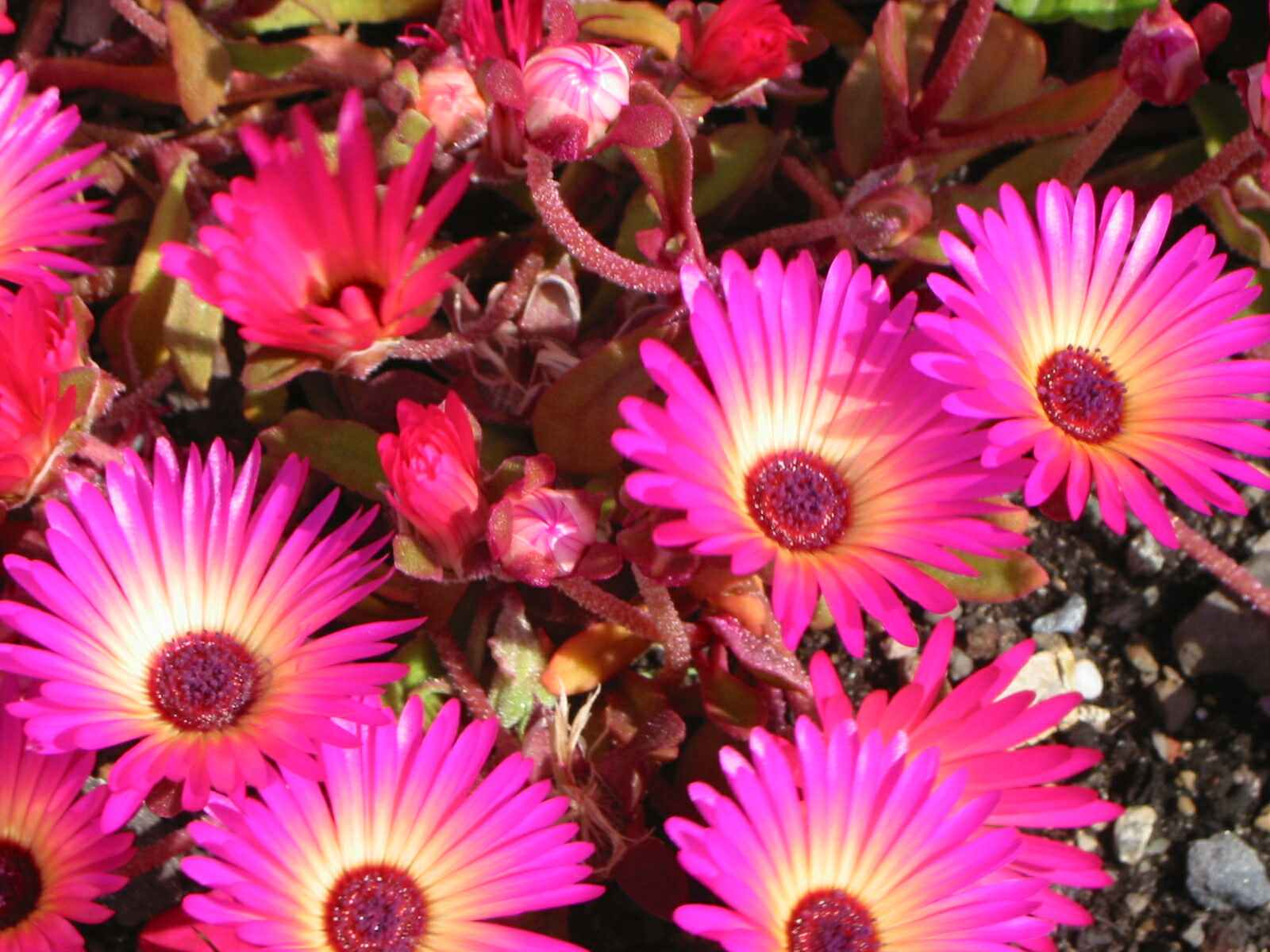
Cleretum bellidiforme
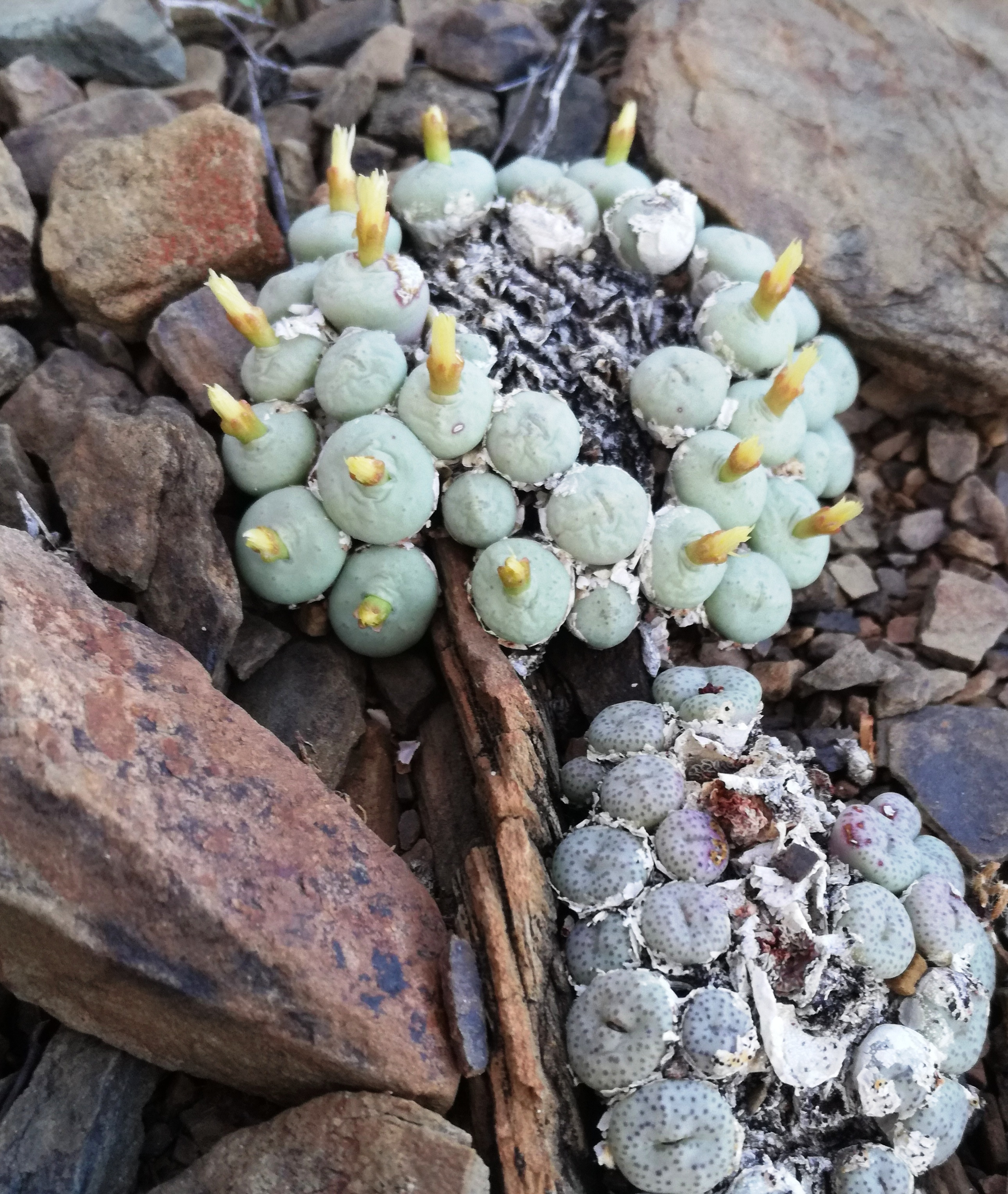
Conophytum truncatum
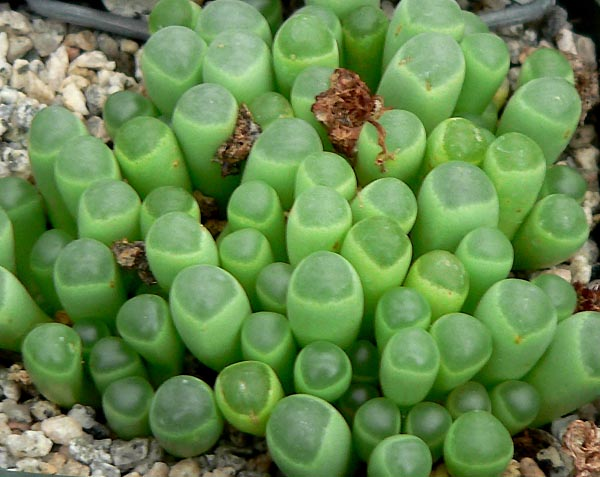
Fenestraria rhopalophylla
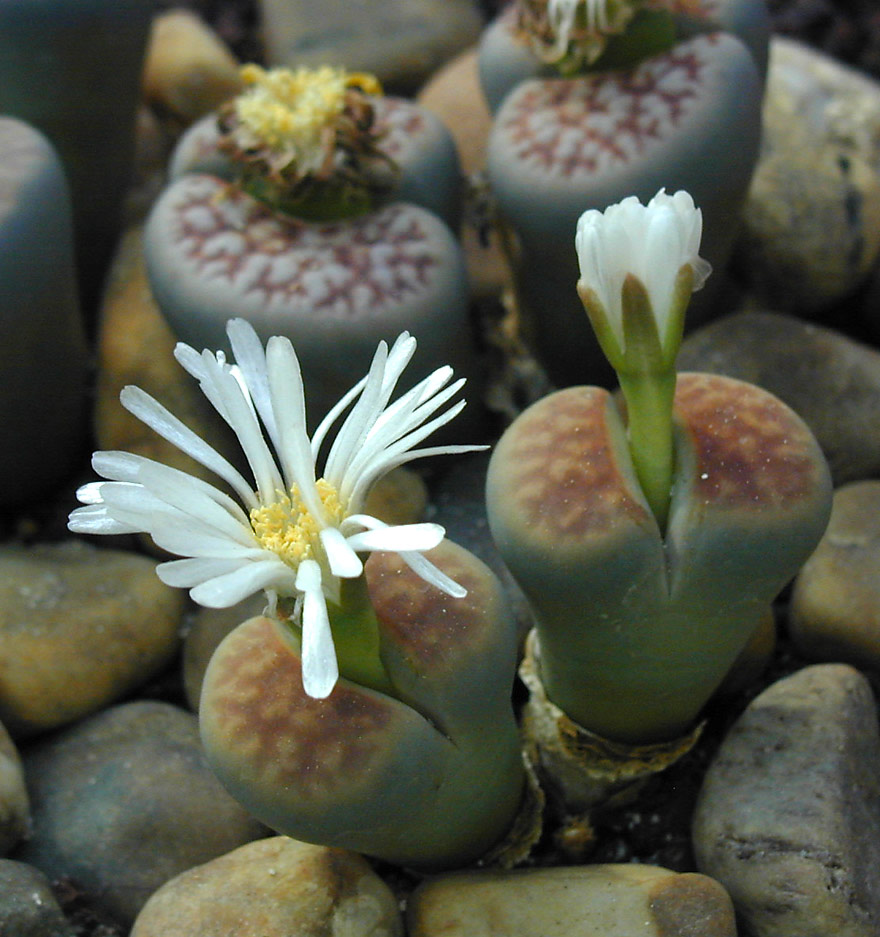
Lithops karasmontana
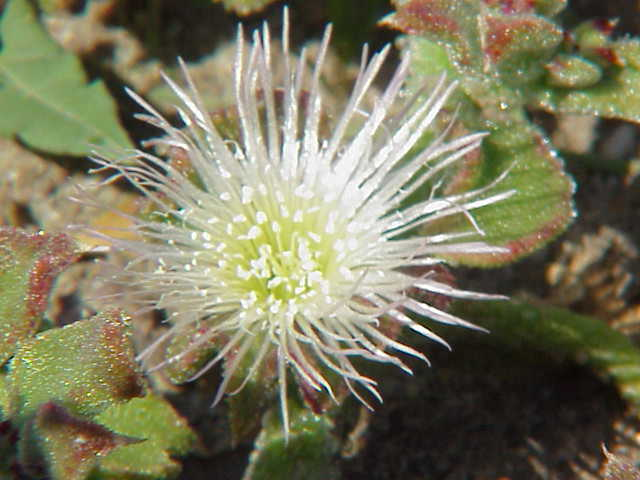
Mesembryanthemum crystallinum
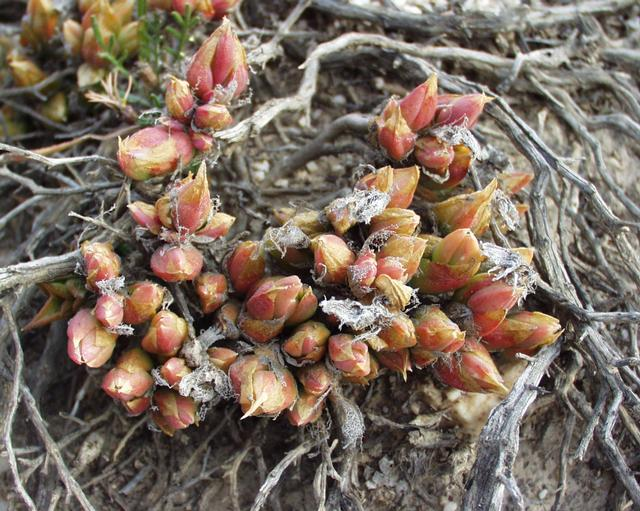
Mesembryanthemum tortuosum
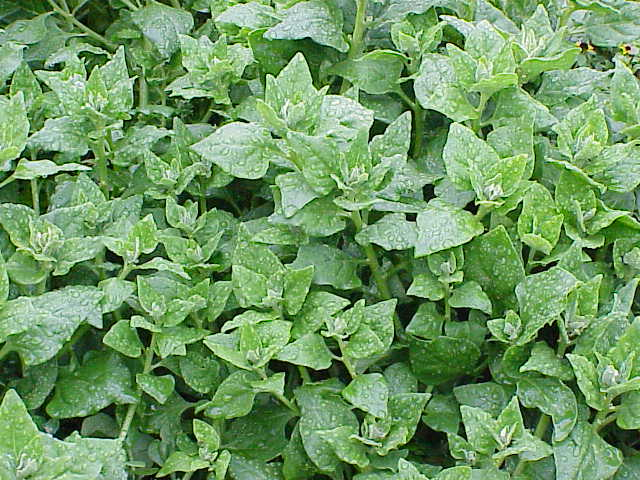
Tetragonia tetragonoides

## Coltivazione
Questo tipo di succulente ha foglie che possono disseccare prima della nuova fogliazione, ma bisognerà avere l'accortezza di non innaffiarle anche quando si vedranno le foglie seccare. Le Aizoaceae non si possono definire rustiche perché non sopportano il freddo intenso e prolungato; in estate gradiscono il pieno sole, ma raggiungono il meglio della colorazione se posizionate a mezzo sole.
In piena terra sono coltivati i generi più decorativi, mentre quelli più delicati devono essere coltivati in vaso in modo da poter dosare luce e calore. Il loro ambiente naturale è la serra fredda e alcune specie non sono reperibili in commercio: si possono trovare solo presso i collezionisti in quanto la loro moltiplicazione per talea è molto difficile e quella per seme, oltre che lunga, è anche molto delicata: infatti solo una minima parte riesce a germogliare.